# Moon So-ri
Moon So-ri (hangul: 문소리; hanja: 文素利; rr: Mun So-ri; MR: Mun Sori; 2 de julho de 1974), é uma atriz, diretora de cinema e roteirista sul-coreana. Ela é mais conhecida por seus aclamados papéis principais nos filmes Oasis (2002) e A Good Lawyer's Wife (2003).

## Carreira
Depois de se formar na Universidade Sungkyunkwan, Moon So-ri tornou-se parte do grupo de teatro Hangang ("Rio Han") de 1995 a 1997, e estreou na peça Classroom Idea (também colaborando em sua criação). Ela apareceu em peças e curtas-metragens como Black Cut  e To the Spring Mountain  antes de encontrar fama como atriz principal. Seu primeiro papel no cinema foi no aclamado Peppermint Candy de Lee Chang-dong, no entanto, suas habilidades de atuação não foram descobertas até ela participar em seu segundo filme Oasis, também de Lee Chang-dong. Seu retrato poderoso de uma mulher com paralisia cerebral lhe rendeu muitos elogios, bem como o Prêmio Marcello Mastroianni de Ator ou Atriz Estreante no Festival de Cinema de Veneza de 2002 (Moon é a segunda pessoa da Coreia do Sul a ganhar um prêmio lá, depois de Kang Soo-yeon em 1985 pelo filme The Surrogate Woman). Ela também foi nomeada Melhor Atriz no Festival Internacional de Cinema de Seattle de 2003.
No ano seguinte, ela novamente encontrou sucesso em seu terceiro filme, A Good Lawyer's Wife de Im Sang-soo. Com uma mudança brusca em relação à personagem do seu trabalho anterior, esse filme a apresentava como uma mulher de pensamento livre em um casamento decadente que começa um caso com seu vizinho adolescente. Este filme também foi indicado para o Festival de Cinema de Veneza, e mais tarde ela ganhou o prêmio de Melhor Atriz do Festival Internacional de Cinema de Estocolmo. Semelhante ao caso com Oasis, ela conseguiu prêmios de Melhor Atriz em futuras cerimônias nacionais.
Moon estrelou ao lado de Song Kang-ho em The President's Barber de 2004, um filme que ilustra 20 anos da história moderna coreana através dos olhos do barbeiro pessoal do presidente Park Chung-hee. Ela assumiu um papel mais central em seu próximo longa-metragem Sa-kwa, um drama introspectivo sobre uma mulher que embarca em um novo relacionamento após ser abandonada por seu namorado de muitos anos. Também em 2005, ela estrelou no drama familiar Bravo, My Life!, fazendo com que ela voltasse ao período de agitação política da Coreia do Sul entre as décadas de 1970 e 1980.
Em 2006, ela interpretou uma professora sexualmente promíscua em Bewitching Attraction,  depois uma irmã rígida em Family Ties (pelo qual ela dividiu o prêmio de Melhor Atriz com três colegas de elenco no Festival de Cinema de Tessalônica de 2006, onde seu filme também ganhou como Melhor Filme e Melhor Roteiro). Moon estrelou na sua primeira série de televisão em 2007, com o drama histórico de fantasia The Legend. Ela então narrou My Heart Is Not Broken Yet, um documentário sobre Song Sin-do e seu processo de uma década contra o governo japonês por um pedido oficial de desculpas a suas colegas que foram mulheres de conforto.
Ela seguiu com o filme esportivo Forever the Moment (um grande sucesso de 2008), outro drama de TV (sobre uma família de irmãos adultos), e o filme com tema de direitos humanos Fly, Penguin de 2009.
Para promover o Green Film Festival de 2009 em Seul, Kim Tae-yong trabalhou com Moon no curta-metragem Take Action, Now or Never!, que tratou de assuntos ligados a economia de energia, ciclismo e uso de lenços (seu marido Jang Joon-hwan apareceu em um cameo). Ela também foi uma das quatro personagens do curta-metragem de Baik Hyun-jhin, The End.
Depois de aparecer em A Little Pond, um drama de 2010 sobre o Massacre de No Gun Ri durante a Guerra da Coreia, Moon se juntou ao elenco de Ha Ha Ha de Hong Sang-soo. Ha Ha Ha ganhou o prêmio máximo na seção Un Certain Regard do Festival de Cinema de Cannes de 2010.
Tendo sempre expressado o desejo de retornar as suas origens com o teatro, Moon o fez em 2006 ao participar de Sulpun Yonguk ("Peça Triste") e na produção coreana de The Pitmen Painters de 2010.
Ao dar sua voz em Leafie, A Hen into the Wild, ela foi elogiada como "excelente [...] instantaneamente reconhecível e articulando o bom senso e a ingenuidade tocante da galinha homônima com grande convicção", considerado futuramente o filme de animação coreano de maior sucesso, com mais de 2 milhões de espectadores. Nesse mesmo ano, Moon ingressou na Faculdade de Artes da Universidade Konkuk como professora de filmologia.
Em 2012, ela trabalhou novamente com Hong Sang-soo em In Another Country, que foi protagonizado pela atriz francesa Isabelle Huppert, de quem Moon é fã.
Por achar seu roteiro "único e criativo", Moon arriscou ao se juntar no elenco do filme de 2013 do diretor novato Park Myung-rang, An Ethics Lesson. Depois disso, ela se reuniu com Sol Kyung-gu na comédia de espionagem The Spy: Undercover Operation.
Em 2014, Moon estrelou no filme Venus Talk, que gira em torno da vida romântica e sexual de três mulheres na casa dos quarenta. Ela também apareceu no documentário, com temas fantásticos de Park Chan-kyong, Manshin: Ten Thousand Spirits, que analisou a história coreana moderna sob a pespectiva de uma xamã. Outra produção de Hong Sang-soo, Hill of Freedom, foi lançada logo depois.
Na televisão, ela foi designada como um dos apresentadores de um novo talk show, Magic Eye; esta foi a primeira vez que Moon esteve envolvida em um programa de variedades.
Moon fez sua estreia como diretora no curta-metragem The Actress, no qual ela interpretou a personagem-título, que escala montanhas com seus amigos e depois se encontra para beber com um grupo de colegas homens; com todos eles bêbados, ela descobre sobre os preconceitos que têm a seu respeito. Seu curta estreou no 19º Festival Internacional de Cinema de Busan, onde ela também organizou a cerimônia de abertura com a ajuda de Ken Watanabe. Junto com seus outros dois curtas-metragens, The Running Actress e The Best Director, os três foram lançados sob um únco longa em 2017. Moon citou Lee Chang-dong como uma influência chave em seu trabalho como diretora, dizendo que pensou muito sobre sua experiência com Lee enquanto fazia esses três curtas.
Em 2015, Moon se tornou a primeira atriz coreana convidada como membro do júri do Festival Internacional de Cinema de Locarno; o diretor artístico do festival, Carlo Chatrian, elogiou suas "escolhas corajosas (na seleção de projetos)" e chamou Moon de "a joia da indústria cinematográfica coreana". No ano seguinte, ela foi convidada para o Festival Internacional de Cinema de Veneza, onde se tornou a primeira atriz sul-coreana a servir como jurada na seção Orizzonti.
Em 2017, Moon apareceu como jornalista política no filme eleitoral The Mayor. Em 2018, Moon estrelou a adaptação cinematográfica coreana do mangá japonês Little Forest, interpretando a mãe da personagem principal (Kim Tae-ri).
Entre os próximos filmes de Moon, ela atuaria no romance Good Day, de Zhang Lu, no filme jurídico Juror 8, e no drama de bullying escolar I Want to See Your Parents' Face, Moon também deu sua voz na animação The Underdog, que foi dirigido pelo mesmo diretor de Leafie, A Hen into the Wild.
Em 2021, Moon apareceu no filme Three Sisters, no qual ganhou dois prêmios de Melhor Atriz nas prestigiadas cerimônias do 42º Blue Dragon Film Awards e 41º Prêmio da Associação Coreana de Críticos de Cinema, e uma indicação no Baeksang Arts Awards de 2021 na categoria de Melhor Atriz – Filme. Em junho de 2021, Moon apareceu no drama da MBC On the Verge of Insanity, junto com os atores Jung Jae-young e Lee Sang-yeob. Moon confirmou que ela aparecerá no filme da Netflix, Seoul Vibe, com o ator Yoo Ah-in, e no drama da Netflix, Queen Maker, com a atriz Kim Hee-ae, que devem ser lançados por volta de 2022.

## Vida pessoal
De acordo com Moon, ela teve uma educação rígida; ela não tinha permissão para ir ao teatro e também foi forçada a ler obras literárias clássicas. Durante sua infância, ela teve que aprender a tocar pansori, violino e gayageum.
Em 24 de dezembro de 2006, Moon se casou com Jang Joon-hwan, diretor do filme cult Save the Green Planet!. Ambos ex-alunos da Universidade Sungkyunkwan, os dois supostamente se conheceram quando Jang a recomendou no videoclipe de 2003 do cantor Jung Jae-il, 눈물꽃 ("Flor de Lágrimas"). Depois de sofrer um aborto espontâneo em 2010, Moon deu à luz uma menina em 4 de agosto de 2011.

## Filmografia

### Filmes

#### Como atriz
| Ano  | Título                             | Papel                           | Notas            | Ref.          |
| ---- | ---------------------------------- | ------------------------------- | ---------------- | ------------- |
| 1998 | The Power Of Love                  |                                 | Curta-metragem   |               |
| 1999 | Peppermint Candy                   | Sunim                           |                  |               |
| 2000 | Black Cut                          |                                 | Curta-metragem   |               |
| 2001 | To the Spring Mountain             |                                 | Curta-metragem   |               |
| 2001 | Plan 19 From Outer Space           |                                 | Curta-metragem   |               |
| 2002 | Oasis                              | Han Gong-ju                     |                  |               |
| 2003 | A Good Lawyer's Wife               | Eun Ho-jung                     |                  |               |
| 2004 | The President's Barber             | Kim Min-ja                      |                  |               |
| 2005 | Bravo, My Life!                    | Kim Mal-soon                    |                  |               |
| 2005 | Sa-kwa                             | Hyun-jung                       |                  |               |
| 2005 | The Nine Lives of Korean Cinema    |                                 | Documentário     |               |
| 2006 | Bewitching Attraction              | Cho Eun-sook                    |                  |               |
| 2006 | Family Ties                        | Lee Mi-ra                       |                  |               |
| 2007 | My Heart Is Not Broken Yet         | Narrator                        | Documentário     |               |
| 2008 | Forever the Moment                 | Han Mi-sook                     |                  |               |
| 2009 | Like You Know It All               | Jecheon - mulher de Seul        | Voz, cameo       |               |
| 2009 | Take Action, Now or Never!         |                                 | Curta-metragem   |               |
| 2009 | Fly, Penguin                       | Song Hee-jung                   |                  |               |
| 2009 | The End                            |                                 | Curta-metragem   |               |
| 2010 | A Little Pond                      | Refugiada                       | Cameo            |               |
| 2010 | Ha Ha Ha                           | Wang Seong-ok                   |                  |               |
| 2010 | The Housemaid                      | Obstetra                        | Cameo            |               |
| 2011 | Leafie, A Hen into the Wild        | Leafie / Yipsak / Sprout / Dais | Voz              |               |
| 2011 | Ari Ari the Korean Cinema          |                                 | Documentário     |               |
| 2012 | In Another Country                 | Geum-hee                        |                  |               |
| 2013 | An Ethics Lesson                   | Kim Sun-hwa                     |                  |               |
| 2013 | The Spy: Undercover Operation      | Young-hee                       |                  |               |
| 2014 | Venus Talk                         | Jo Mi-yeon                      |                  |               |
| 2014 | Manshin: Ten Thousand Spirits      | Kim Geum-hwa (meida-idade)      | Documentário     |               |
| 2014 | Hill of Freedom                    | Young-sun                       |                  |               |
| 2014 | The Actress                        | So-ri                           | Curta-metragem   |               |
| 2014 | Phantoms of the Archive            |                                 | Curta-metragem   |               |
| 2015 | The Running Actress                | So-ri                           | Curta-metragem   |               |
| 2015 | The Best Director                  | So-ri                           | Curta-metragem   |               |
| 2015 | Accompany                          |                                 | Curta-metragem   |               |
| 2015 | Love and...                        | Faxineira do hospital           | Curta-metragem   |               |
| 2016 | The Handmaiden                     | Tia de Hideko                   | Cameo            |               |
| 2016 | Vanishing Time: A Boy Who Returned | Dra. Min                        | Cameo            |               |
| 2017 | The Mayor                          | Jung Jae-yi                     |                  |               |
| 2017 | The Running Actress                | So-ri                           |                  |               |
| 2017 | 1987: When the Day Comes           | Mulher do sistema de som        | Voz              |               |
| 2018 | Little Forest                      | Mãe de ye-won                   |                  |               |
| 2018 | Ode to the Goose                   | Song-hyun                       |                  |               |
| 2018 | The Underdog                       |                                 |                  |               |
| 2019 | Juror 8                            | Kim Joon-gyeom                  |                  |               |
| 2019 | The Empire of Lights               |                                 | Curta-metragem   |               |
| 2021 | Three Sisters                      | Mi-yeon                         | Produtora        | [ 80 ]        |
| 2022 | I Want to Know Your Parents        |                                 |                  | [ 81 ] [ 82 ] |
| 2022 | Seoul Vibe                         | Kang In-sook                    | Filme da Netflix | [ 83 ] [ 84 ] |

#### Como diretora e roteirista
| Ano  | Título              | Notas                                                                    |
| ---- | ------------------- | ------------------------------------------------------------------------ |
| 2014 | The Actress         | 19° Festival Internacional de Cinema de Busan - Mostra de Curta-metragem |
| 2015 | The Running Actress | Festival Internacional de Cinema de Jeonju - Curtas da Coreia            |
| 2015 | The Best Director   | 20° Festival Internacional de Cinema de Busan - Mostra de Curta-metragem |
| 2017 | The Running Actress | Longa-metragem (compilado dos três curtas anteriores)                    |

### Séries de televisão
| Ano       | Título                      | Papel         | Notas                  | Ref.   |
| --------- | --------------------------- | ------------- | ---------------------- | ------ |
| 2007      | The Legend                  | Seo Ki-ha     |                        |        |
| 2008–2009 | All About My Family         | Lee Hwang     |                        |        |
| 2013      | Drama Festival – The Murder | Jeong-boon    |                        |        |
| 2016      | The Legend of the Blue Sea  | Ahn Jin-joo   |                        | [ 86 ] |
| 2018      | Life                        | Oh Se-hwa     |                        | [ 87 ] |
| 2020      | SF8                         | Ga Hye-ra     | Episódio: "Empty Body" | [ 88 ] |
| 2020      | The School Nurse Files      | Hwa-soo       | Aparição especial      |        |
| 2021      | On the Verge of Insanity    | Dang Ja-young |                        |        |
| 2024      | Jeong Nyeon                 | Seo Yong-rye  |                        | [ 89 ] |

### Webséries
| Ano  | Título             | Papel         | Notas | Ref.   |
| ---- | ------------------ | ------------- | ----- | ------ |
| 2023 | Queenmaker         | Oh Seung-sook |       | [ 90 ] |
| 2023 | Race               | Goo Yi-jeong  |       | [ 91 ] |
| ASA  | You Have Done Well |               |       | [ 92 ] |

### Programas de televisão
| Ano  | Título       | Papel              | Notas                           | Ref.   |
| ---- | ------------ | ------------------ | ------------------------------- | ------ |
| 2014 | Magic Eye    | Anfitriã           | com Lee Hyo-ri e Hong Jin-kyung |        |
| 2022 | Off The Grid | Anfitriã principal |                                 | [ 93 ] |

### Webshows
| Ano  | Título                    | Plataforma | Papel    | Ref.   |
| ---- | ------------------------- | ---------- | -------- | ------ |
| 2022 | Spectator +: Short Buster | TVING      | Anfitriã | [ 94 ] |

## Teatro
| Ano       | Título               |
| --------- | -------------------- |
| 2006      | Sad Play             |
| 2006      | The Weir             |
| 2010      | The Pitmen Painters  |
| 2016      | The Empire of Lights |
| 2019      | Love's End           |
| 2022–2023 | Miners Painters      |

## Prêmios e indicações
A lista a seguir está referenciada.
| Ano  | Prêmio                                            | Categoria                                      | Trabalho nomeado         | Resultado | Ref.            |
| ---- | ------------------------------------------------- | ---------------------------------------------- | ------------------------ | --------- | --------------- |
| 2002 | 59° Festival Internacional de Cinema de Veneza    | Prêmio Marcello Mastroianni                    | Oasis                    | Venceu    | [ 97 ]          |
| 2002 | 23° Blue Dragon Film Awards                       | Melhor Atriz Revelação                         | Oasis                    | Venceu    |                 |
| 2002 | 10° Chunsa Film Art Awards                        | Melhor Atriz                                   | Oasis                    | Venceu    |                 |
| 2002 | 22° Korean Association of Film Critics Awards     | Melhor Atriz                                   | Oasis                    | Venceu    |                 |
| 2002 | 3° Women in Film Korea Awards                     | Melhor Atriz                                   | Oasis                    | Venceu    |                 |
| 2002 | Cine 21 Awards                                    | Melhor Atriz                                   | Oasis                    | Venceu    |                 |
| 2002 | 1° Korean Film Awards                             | Melhor Atriz                                   | Oasis                    | Venceu    |                 |
| 2002 | 1° Korean Film Awards                             | Melhor Atriz Revelação                         | Oasis                    | Venceu    |                 |
| 2002 | 5° Director's Cut Awards                          | Melhor Atriz Revelação                         | Oasis                    | Venceu    |                 |
| 2003 | 39° Baeksang Arts Awards                          | Melhor Atriz (Filme)                           | Oasis                    | Indicado  |                 |
| 2003 | 29° Festival Internacional de Cinema de Seattle   | Melhor Atriz                                   | Oasis                    | Venceu    | [ 98 ]          |
| 2003 | 24° Blue Dragon Film Awards                       | Melhor Atriz Principal                         | A Good Lawyer's Wife     | Indicado  |                 |
| 2003 | 13° Festival Internacional de Cinema de Estocolmo | Melhor Atriz                                   | A Good Lawyer's Wife     | Venceu    | [ 99 ]          |
| 2003 | 4° Busan Film Critics Awards                      | Melhor Atriz                                   | A Good Lawyer's Wife     | Venceu    | [ 100 ]         |
| 2003 | 11° Chunsa Film Art Awards                        | Melhor Atriz                                   | A Good Lawyer's Wife     | Venceu    |                 |
| 2003 | 2° Korean Film Awards                             | Melhor Atriz                                   | A Good Lawyer's Wife     | Venceu    |                 |
| 2003 | 4° Women in Film Korea Awards                     | Melhor Atriz                                   | A Good Lawyer's Wife     | Venceu    |                 |
| 2003 | 6° Director's Cut Awards                          | Melhor Atriz                                   | A Good Lawyer's Wife     | Venceu    |                 |
| 2003 | Cine 21 Awards                                    | Melhor Atriz                                   | A Good Lawyer's Wife     | Venceu    |                 |
| 2004 | 41° Grand Bell Awards                             | Melhor Atriz                                   | A Good Lawyer's Wife     | Venceu    | [ 101 ]         |
| 2004 | 1° Max Movie Awards                               | Melhor Atriz                                   | A Good Lawyer's Wife     | Venceu    |                 |
| 2004 | 1° University Film Festival of Korea              | Melhor Atriz                                   | A Good Lawyer's Wife     | Venceu    |                 |
| 2006 | 47° Festival de Cinema de Tessalônica             | Melhor Atriz                                   | Family Ties              | Venceu    | [ 102 ]         |
| 2008 | MBC Drama Awards de 2008                          | Prêmio de Excelência, Atriz                    | All About My Family      | Venceu    |                 |
| 2008 | 29° Blue Dragon Film Awards                       | Melhor Atriz Principal                         | Forever the Moment       | Indicado  |                 |
| 2008 | 16° Chunsa Film Art Awards                        | Melhor Atriz                                   | Forever the Moment       | Indicado  |                 |
| 2010 | 19° Buil Film Awards                              | Melhor Atriz                                   | Ha Ha Ha                 | Venceu    |                 |
| 2010 | 8° Korean Film Awards                             | Melhor Atriz                                   | Ha Ha Ha                 | Indicado  |                 |
| 2012 | 21° Buil Film Awards                              | Melhor Atriz Coadjuvante                       | In Another Country       | Indicado  |                 |
| 2015 | 2° Wildflower Film Awards                         | Melhor Atriz                                   | Hill of Freedom          | Indicado  |                 |
| 2016 | Festival Internacional de Cinema de Veneza        | Prêmio Starlight Cinema                        | —                        | Venceu    | [ 103 ]         |
| 2017 | 11° Asian Film Awards                             | Melhor Atriz Coadjuvante                       | The Handmaiden           | Venceu    | [ 104 ]         |
| 2017 | 54° Grand Bell Awards                             | Melhor Atriz Coadjuvante                       | The Mayor                | Indicado  |                 |
| 2017 | 5° Marie Claire Asia Star Awards                  | Prêmio Especial                                | The Running Actress      | Venceu    |                 |
| 2017 | 1° The Seoul Awards                               | Melhor Atriz (Filme)                           | The Running Actress      | Indicado  |                 |
| 2017 | 38° Blue Dragon Film Awards                       | Melhor Atriz Principal                         | The Running Actress      | Indicado  |                 |
| 2017 | 38° Blue Dragon Film Awards                       | Melhor Diretor Revelação                       | The Running Actress      | Indicado  |                 |
| 2018 | 27° Buil Film Awards                              | Melhor Diretor Revelação                       | The Running Actress      | Indicado  | [ 105 ]         |
| 2018 | 54º Baeksang Arts Awards                          | Melhor Diretor Revelação (Filme)               | The Running Actress      | Indicado  | [ 106 ]         |
| 2018 | 5° Wildflower Film Awards                         | Melhor Diretor                                 | The Running Actress      | Indicado  |                 |
| 2018 | 23° Chunsa Film Art Awards                        | Melhor Atriz                                   | The Running Actress      | Indicado  | [ 107 ]         |
| 2018 | 26° Korea Culture and Entertainment Awards        | Melhor Atriz                                   | The Running Actress      | Venceu    | [ 108 ]         |
| 2018 | 38° Golden Cinema Awards                          | Prêmio de Popularidade, Atriz                  | The Running Actress      | Venceu    |                 |
| 2018 | 2° The Seoul Awards                               | Melhor Atriz Coadjuvante (TV)                  | Life                     | Venceu    | [ 109 ]         |
| 2018 | 38° Festival Internacional de Cinema do Havaí     | Prêmio de Realização de Carreira Halekulani    | —                        | Venceu    | [ 110 ]         |
| 2019 | 24° Chunsa Film Art Awards                        | Melhor Atriz                                   | Ode to the Goose         | Indicado  |                 |
| 2021 | 57° Baeksang Arts Awards                          | Melhor Atriz (Filme)                           | Three Sisters            | Indicado  | [ 111 ]         |
| 2021 | 26° Chunsa Film Art Awards                        | Melhor Atriz                                   | Three Sisters            | Indicado  | [ 112 ]         |
| 2021 | 30° Buil Film Awards                              | Melhor Atriz                                   | Three Sisters            | Indicado  | [ 113 ]         |
| 2021 | 41° Korean Association of Film Critics Awards     | Melhor Atriz                                   | Three Sisters            | Venceu    | [ 114 ]         |
| 2021 | 42° Blue Dragon Film Awards                       | Melhor Atriz Principal                         | Three Sisters            | Venceu    | [ 115 ] [ 116 ] |
| 2021 | 22° Women in Film Korea Festival                  | Melhor Atriz                                   | Three Sisters            | Venceu    | [ 117 ]         |
| 2021 | Cine 21 Awards                                    | Melhor Atriz                                   | Three Sisters            | Venceu    | [ 118 ]         |
| 2021 | 41° MBC Drama Awards                              | Prêmio de Alta Excelência, Atriz em Minissérie | On the Verge of Insanity | Indicado  |                 |
| 2021 | 41° MBC Drama Awards                              | Prêmio de Melhor Casal com Jung Jae-young      | On the Verge of Insanity | Indicado  |                 |
| 2021 | OBS Hot Icon Awards                               | OBS 2021 Hot Icon Trend                        | Moon So-ri               | Venceu    |                 |

### Honras de estado
| País          | Cerimônia de premiação                      | Ano  | Honra                                                                        | Ref.    |
| ------------- | ------------------------------------------- | ---- | ---------------------------------------------------------------------------- | ------- |
| Coreia do Sul | Prêmio Coreano de Cultura e Artes Populares | 2002 | Ministério da Cultura, Esportes e Turismo: Ordem do Mérito Cultural (Okgwan) | [ 123 ] |